# Síviri
Síviri (Siviri) är en ort i Grekland.   Den ligger i prefekturen Chalkidike och regionen Mellersta Makedonien, i den nordöstra delen av landet, 230 km norr om huvudstaden Aten. Antalet invånare är 251.
Terrängen runt Síviri är platt norrut, men åt sydost är den kuperad. Havet är nära Síviri åt sydväst.  Närmaste större samhälle är Kassandra, 4,8 km öster om Síviri. 